# Claudine Clark
Claudine Clark (Macon, 26 april 1941) is een Afro-Amerikaanse r&b-zangeres, die alleen succesvol was in de jaren 1960.

## Jeugd en opleiding
Clark groeide op in Philadelphia in de staat Pennsylvania, waar ze na haar schoolopleiding een studie in compositieleer afsloot.

## Carrière
In 1958 nam ze bij het New Yorkse label Herald Records haar eerste plaat Teenage Blues / Angel of Happiness op. In 1962 tekende ze een platencontract bij Chancellor Records in Philadelphia, waar ze tot 1963 kwam tot drie singlepublicaties. Bij dit label bereikte ze het grote succes in haar carrière, zowel als zangeres als componiste en tekstschrijfster.
In het voorjaar van 1962 werd de eerste single uitgebracht. De A-kant droeg de titel Disappointed, de B-kant bevatte Clarks zelf-gecomponeerde werk Party Lights. Bij de radiostations werd niet de A-kant, maar de B-kant Party Lights tot een veel gedraaide hit. In juni 1962 kwam dit nummer binnen in de Billboard Hot 100 en steeg van de 95e plaats binnen negen weken naar de 5e plaats en stond alles bij elkaar 15 weken lang genoteerd. In de r&b-hitlijst kwam het nummer zelfs op de 3e plaats. Dit succes gaf Chancellor aanleiding voor de publicatie van de langspeelplaat Party Lights in 1962.
Ofschoon Claudine Clark tot in de jaren 1970 haar platen publiceerde, maakte ze ook onder de pseudoniemen Joy Dawn en Sherry Pye platen. Ook wisselde ze meermaals van platenlabel. Als zangeres en songwriter had ze geen verdere successen meer te noteren. Ook haar poging in 1962 om een rock-‘n’-roll-operette te schrijven, vonden geen weerklank.

## Discografie
- 1958: Teenage Blues / Angel Of Happiness
- 1962: Disappointed / Party Lights
- 1962: Walking Through a Cemetery / Telephone Game
- 1963: Walk Me Home / Who Will You Hurt
- 1964: Moon Madness / To Be Strong
- 1964: Buttered Popcorn / A Sometimes Thing
- 1964: Foxy / Standing On Tip-Toes
- ####: Goodbye Mama / Easy To Love (als Joy Dawn)
- 1963: First Time For Tears / Hang It Up (als Sherry Pye)
- 1974: Gimme A Break / Ask The Girl Who Knows

- International Standard Name Identifier: 0000 0000 3124 0550
- Library of Congress Control Number: n95105097
- MusicBrainz: 68ab9417-6548-44d0-8857-ff81bda6b610
- Virtual International Authority File: 43555815
- WorldCat: E39PBJpYxWBMBjxpChhm3KMByd